# Higiene ocupacional

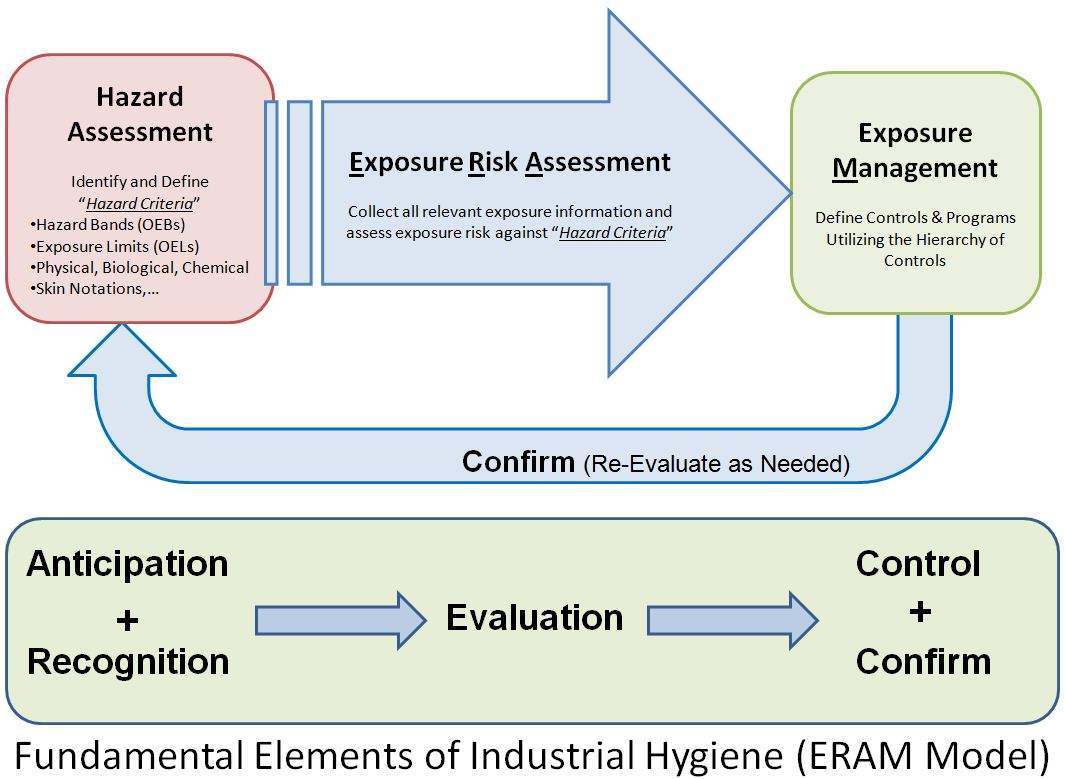
Ilustración de la evaluación y gestión del riesgo de exposición relacionada con la anticipación, el reconocimiento, la evaluación, el control y la confirmación.

Higiene ocupacional o higiene industrial (IH) es la anticipación, el reconocimiento, la evaluación, el control y la confirmación de la protección contra los peligros en el trabajo que pueden resultar en lesiones, enfermedades o afectar el bienestar de los trabajadores. Estos peligros o factores de estrés suelen dividirse en categorías biológicas, químicas, físicas, ergonómicas y psicosociales. El riesgo de un efecto en la salud de un factor estresante dado es una función del peligro multiplicado por la exposición del individuo o grupo. En el caso de los productos químicos, el peligro puede entenderse por el perfil de respuesta a la dosis, que se basa con mayor frecuencia en estudios o modelos toxicológicos. 
Los higienistas ocupacionales trabajan con los toxicólogos para comprender los peligros químicos, los físicos para los peligros físicos y los médicos y microbiólogos para los peligros biológicos. Los higienistas ambientales y ocupacionales se consideran expertos en la ciencia de la exposición. Dependiendo del tipo de trabajo de una persona, un higienista aplicará su experiencia en ciencias de la exposición para la protección de los trabajadores, los consumidores y/o las comunidades.

## Definiciones
La Sociedad Británica de Higiene Ocupacional (BOHS) define que "la higiene ocupacional consiste en la prevención de la mala salud en el trabajo, mediante el reconocimiento, la evaluación y el control de los riesgos".
 

La Asociación Internacional de Higiene Ocupacional (IOHA) se refiere a la higiene ocupacional como:
...la disciplina de anticipar, reconocer, evaluar y controlar los peligros para la salud en el entorno laboral con el objetivo de proteger la salud y el bienestar de los trabajadores y salvaguardar a la comunidad en general.
El término "higiene industrial" proviene tradicionalmente de industrias con construcción, minería o manufactura, y "higiene ocupacional" se refiere a todos los tipos de industria, como las que se enumeran para "higiene industrial", así como las industrias de servicios financieros y de apoyo, y se refiere a "trabajo"," lugar de trabajo o estación de trabajo" y "lugar del trabajo" en general. 
La higiene ambiental aborda cuestiones similares a la higiene ocupacional, pero es probable que se trate de una industria en general o de cuestiones generales que afecten a la comunidad local, la sociedad en general, la región o el país.
La profesión de la higiene ocupacional utiliza una metodología científica estricta y rigurosa y, a menudo, requiere un juicio profesional basado en la experiencia y la educación para determinar el potencial de exposición a riesgos peligrosos en el lugar de trabajo y en estudios ambientales. Estos aspectos de la higiene ocupacional a menudo pueden denominarse el "arte" de la higiene ocupacional y se utilizan en un sentido similar al "arte" de la medicina. De hecho, la "higiene ocupacional" es un aspecto de la medicina preventiva y, en particular, de la medicina ocupacional, ya que su objetivo es prevenir las enfermedades industriales, utilizando la ciencia de la gestión de riesgos, la evaluación de la exposición y la seguridad industrial. En última instancia, los profesionales buscan implementar sistemas, procedimientos o métodos "seguros" para ser aplicados en el lugar de trabajo o en el medio ambiente. La prevención de la exposición a largas horas de trabajo ha sido identificada como un enfoque para la higiene ocupacional cuando un estudio histórico de las Naciones Unidas estimó que este riesgo ocupacional causa aproximadamente 745.000 muertes ocupacionales por año en todo el mundo, la mayor carga de enfermedad atribuida a un solo riesgo ocupacional.
La higiene industrial se refiere a la ciencia de anticipar, reconocer, evaluar y controlar los lugares de trabajo para prevenir enfermedades o lesiones a los trabajadores. Los higienistas industriales utilizan varios métodos analíticos y de monitoreo ambiental para establecer cómo están expuestos los trabajadores. A su vez, emplean técnicas como la ingeniería y los controles de las prácticas laborales para controlar cualquier peligro potencial para la salud. La anticipación implica identificar los peligros potenciales en el lugar de trabajo antes de que se introduzcan. La incertidumbre de los peligros para la salud varía desde expectativas razonables hasta meras especulaciones. Sin embargo, implica que el higienista industrial debe comprender la naturaleza de los cambios en los procesos, productos, entornos y fuerzas laborales de los lugares de trabajo y cómo pueden afectar el bienestar de los trabajadores. El reconocimiento de la ingeniería, las prácticas laborales y los controles administrativos son los medios principales para reducir la exposición de los trabajadores a los riesgos laborales. El reconocimiento oportuno de los peligros minimiza la exposición de los trabajadores a los peligros al eliminar o reducir la fuente del peligro o aislar a los trabajadores de los peligros. La evaluación de un lugar de trabajo es un paso importante que ayuda a los higienistas industriales a establecer trabajos y lugares de trabajo que son una fuente potencial de problemas. Durante la evaluación, el higienista industrial mide e identifica las tareas, exposiciones y tareas problemáticas. La evaluación más eficaz de los lugares de trabajo incluye todos los trabajos, actividades laborales y operaciones. 
Los higienistas industriales inspeccionan las investigaciones y evaluaciones de cómo determinados peligros físicos o químicos afectan la salud de los trabajadores. Si el lugar de trabajo presenta un riesgo para la salud, recomiendan las acciones correctivas adecuadas. Las medidas de control incluyen la eliminación de productos químicos tóxicos y la sustitución de materiales tóxicos nocivos por otros menos peligrosos. También implica confinar las operaciones de trabajo o encerrar los procesos de trabajo e instalar sistemas de ventilación general y local. 
Algunos de los controles básicos incluyen seguir los procedimientos establecidos para reducir las exposiciones en el lugar de trabajo, inspeccionar y mantener los procesos con regularidad e implementar procedimientos razonables en el lugar de trabajo.

## Historia
La higiene en los trabajos y las enfermedades relacionadas con ellos han sido un tema de estudio desde muy temprano en la historia. En el siglo V a. C. Hipócrates describió las enfermedades que sufrían los mineros en la extracción de plomo. Posteriormente fue Plinio, en el siglo I a. C. el que hace referencia al uso de caretas como medio preventivo contra el polvo metálico. Otro de los que estudiaron este problema fue Avicena, que hizo un estudio sobre la relación entre los cólicos saturninos y el uso de pinturas hechas de plomo.
Con la aparición de la máquina de vapor y las primeras industrias comenzó a surgir la preocupación sobre las condiciones de trabajo e higiene de estas fábricas industriales, en 1830 por ejemplo, el propietario de una fábrica inglesa contrató al médico Robert Baker para comenzar a estudiar este problema en su industria. Baker se acercaba a diario a visitar las fábricas para conocer la influencia que los tipos de trabajo tenía en los trabajadores. De esta forma se creó el primer servicio, rudimentario, de inspección de industrias del mundo.
Pese al estudio de todos los predecesores, la higiene industrial como tal y su preocupación seria por tratar este problema comenzó a tomar forma a principios del siglo XX. Actualmente, las estadísticas sobre seguridad laboral se suelen medir por el número de lesiones y muertes anuales. Antes del siglo XX, este tipo de estadísticas era difícil de obtener porque no parecía importante hacer el seguimiento de las lesiones y muertes en el trabajo. 
La profesión de la higiene industrial ganó respetabilidad en 1700 cuando el italiano Bernardo Ramazzini publicó un libro completo sobre medicina industrial, De Morbis Artificum Diatriba, que significa "Las enfermedades de los trabajadores", este libro se considera el primer libro dedicado a la higiene industrial que aparece en la historia. Donde detalló la descripción precisa de las enfermedades profesionales que padecían la mayor parte de los trabajadores. Fue fundamental para el futuro de la profesión de la higiene industrial porque afirmó que las enfermedades profesionales deben estudiarse en el entorno laboral y no en las salas de los hospitales. 
A principios del siglo XX, la Dra. Alice Hamilton dirigió un esfuerzo para mejorar la higiene industrial. Comenzó observando las condiciones industriales primero encontrando evidencia de que había una correlación entre las enfermedades de los trabajadores y su exposición a toxinas químicas. Presentó propuestas para eliminar las condiciones laborales insalubres. Como resultado, el gobierno federal de EE. UU. también comenzó a investigar las condiciones de salud en la industria. En 1911, los estados aprobaron las primeras leyes de compensación laboral. 

## El papel social de la higiene ocupacional
Los higienistas ocupacionales han estado involucrados históricamente en cambiar la percepción de la sociedad sobre la naturaleza y el alcance de los peligros y prevenir exposiciones en el lugar de trabajo y las comunidades. Muchos higienistas ocupacionales trabajan día a día con situaciones industriales que requieren control o mejora de la situación laboral. Sin embargo, en el pasado se han producido problemas sociales más importantes que afectan a industrias enteras, por ejemplo, desde 1900, la exposición al asbesto que ha afectado la vida de decenas de miles de personas. 
Los problemas más recientes que afectan a la sociedad en general son, por ejemplo, en 1976, a legionelosis. Más recientemente, nuevamente en la década de 1990, el radón, y en la década de 2000, los efectos del moho en situaciones de calidad del aire interior en el hogar y en el trabajo. En la última parte de la década de 2000, surgió preocupación por los efectos de las nanopartículas en la salud.
Muchos de estos problemas han requerido la coordinación durante varios años para detectar y luego caracterizar la naturaleza del problema, tanto en términos del peligro como en términos del riesgo para el lugar de trabajo y, en última instancia, para la sociedad. 

## Actividades generales
El higienista ocupacional puede participar en la evaluación y el control de peligros físicos, químicos, biológicos o ambientales en el lugar de trabajo o la comunidad que podrían causar lesiones o enfermedades. Los peligros físicos pueden incluir ruido, temperaturas extremas, de iluminación extremos, ionizante o no ionizante radiación, y la ergonomía. Los higienistas ocupacionales investigan con frecuencia los peligros químicos relacionados con mercancías peligrosas o sustancias peligrosas. Otras áreas relacionadas, incluida la calidad del aire interior (IAQ) y la seguridad, también pueden recibir la atención del higienista ocupacional. Los peligros biológicos pueden deberse a la posibilidad de exposición a legionela en el trabajo o la investigación de lesiones biológicas o efectos en el trabajo, como la dermatitis.
Como parte del proceso de investigación, se puede solicitar al higienista ocupacional que se comunique de manera efectiva con respecto a la naturaleza del peligro, el potencial de riesgo y los métodos apropiados de control. Los controles apropiados se seleccionan de la jerarquía de control: por eliminación, sustitución, ingeniería, administración y equipo de protección personal (EPP) para controlar el peligro o eliminar el riesgo. Dichos controles pueden implicar recomendaciones tan simples como el EPP apropiado, como una máscara de polvo de partículas a diseñar ocasionalmente sistemas de ventilación de extracción de polvo, lugares de trabajo o sistemas de gestión para administrar a las personas y programas para la preservación de la salud y el bienestar de quienes ingresan a un lugar de trabajo.
Ejemplos de higiene ocupacional incluyen:

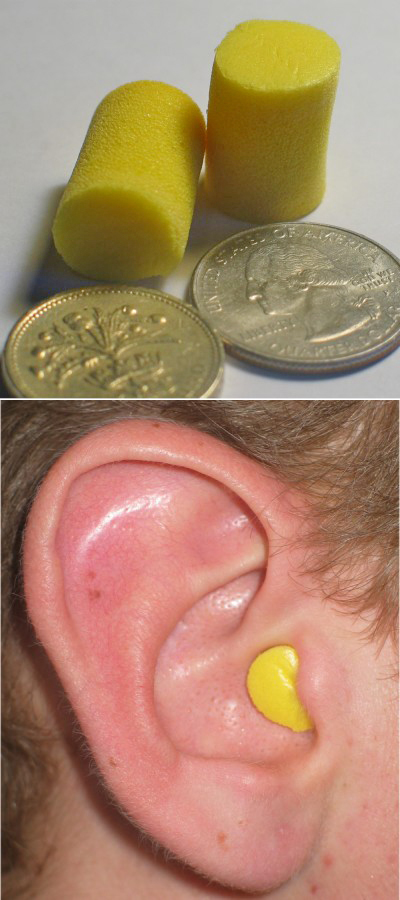
Tapones para los oídos de espuma desechables: se sacan de la oreja con monedas para escalar (arriba) y se insertan en la oreja del usuario (abajo).

- Análisis de peligros físicos como el ruido, que pueden requerir el uso de tapones de protección auditiva y/o orejeras para prevenir la pérdida de audición.
- Desarrollar planes y procedimientos para protegerse contra la exposición a enfermedades infecciosas en caso de una pandemia de gripe.
- Monitorear el aire en busca de contaminantes peligrosos que potencialmente pueden provocar enfermedades o la muerte de los trabajadores.

## Métodos de evaluación del lugar de trabajo
Aunque hay muchos aspectos del trabajo de higiene ocupacional, el más conocido y buscado es el de determinar o estimar las exposiciones potenciales o reales a los peligros. Para muchas sustancias químicas y peligros físicos, los límites de exposición ocupacional se han derivado utilizando datos toxicológicos, epidemiológicos y médicos que permiten a los higienistas reducir los riesgos de efectos sobre la salud mediante la implementación de la "Jerarquía de controles de peligros". Se pueden aplicar varios métodos para evaluar el lugar de trabajo o el medio ambiente para determinar la exposición a un peligro conocido o sospechado. Los higienistas ocupacionales confían en conocer con certeza y precisión los límites del equipo o método que se usa y el error o variación dada al usar ese equipo o método en particular. 
Los principales pasos para evaluar y gestionar las exposiciones ocupacionales:
- Caracterización básica (identificar agentes, peligros, personas potencialmente expuestas y controles de exposición existentes)
- Evaluación de la exposición (seleccione límites de exposición ocupacional, bandas de peligro, datos toxicológicos relevantes para determinar si las exposiciones son "aceptables", "inaceptables" o "inciertas")
- Controles de exposición (para exposiciones "inaceptables" o "inciertas")
- Recopilación de información adicional (para exposiciones "inciertas")
- Comunicación de peligros (para todas las exposiciones)
- Revaluación (según sea necesario)/Gestión del cambio

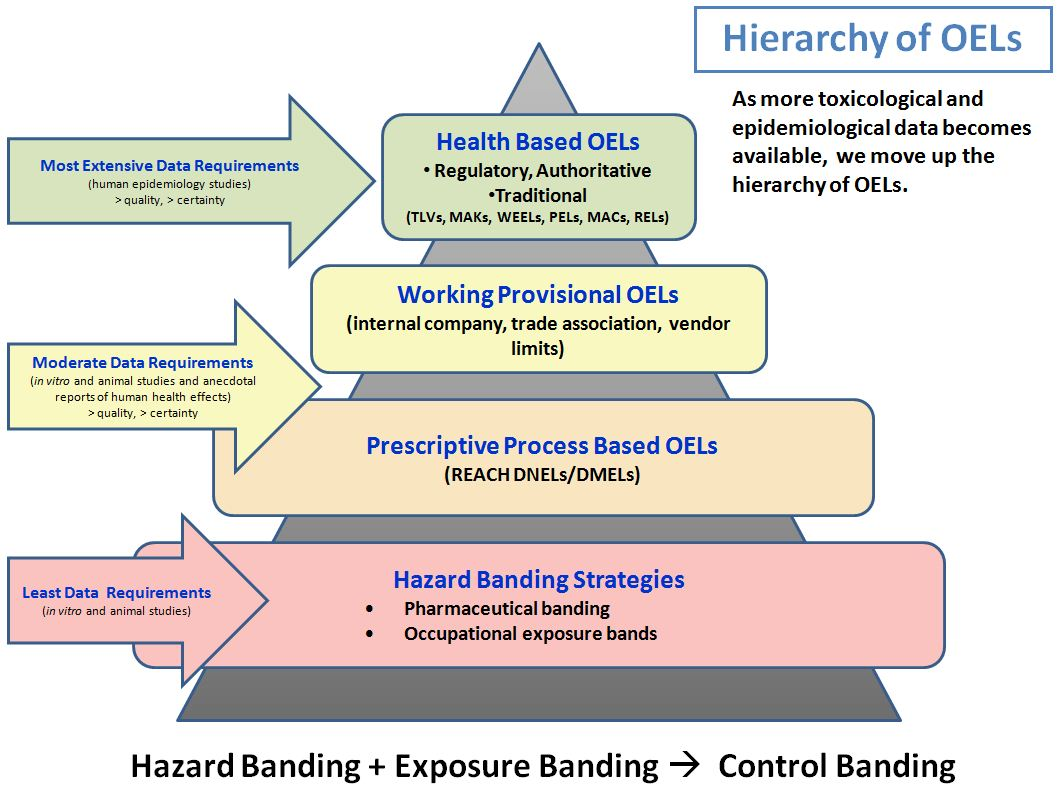
Jerarquía de límites de exposición ocupacional (OEL)

### Caracterización básica, identificación de peligros y estudios de recorrido
El primer paso para comprender los riesgos para la salud relacionados con las exposiciones requiere la recopilación de información de "caracterización básica" de las fuentes disponibles. Se utiliza un método tradicional que aplican los higienistas ocupacionales para inspeccionar inicialmente un lugar de trabajo o un entorno para determinar tanto los tipos como las posibles exposiciones a los peligros (por ejemplo, ruido, productos químicos, radiación). La encuesta de recorrido puede enfocarse o limitarse a peligros particulares como el polvo de sílice o el ruido, para centrar la atención en el control de todos los peligros para los trabajadores. Una encuesta completa se utiliza con frecuencia para proporcionar información sobre cómo establecer un marco para futuras investigaciones, priorizar los peligros, determinar los requisitos para la medición y establecer algún control inmediato de las posibles exposiciones. El Programa de Evaluación de Riesgos para la Salud del Instituto Nacional de Seguridad y Salud Ocupacional es un ejemplo de una encuesta de inspección de higiene industrial. Otras fuentes de información de caracterización básica incluyen entrevistas a trabajadores, observación de tareas de exposición, hojas de datos de seguridad de materiales, programación de la fuerza laboral, datos de producción, equipos y programas de mantenimiento para identificar agentes de exposición potenciales y personas posiblemente expuestas.
La información que debe recopilarse de las fuentes debe aplicarse al tipo específico de trabajo del que pueden provenir los peligros. Como se mencionó anteriormente, los ejemplos de estas fuentes incluyen entrevistas con personas que han trabajado en el campo del peligro, historial y análisis de incidentes pasados e informes oficiales del trabajo y los peligros encontrados. De estos, las entrevistas al personal pueden ser las más críticas para identificar prácticas, eventos, escapes, peligros y otra información relevante indocumentados. Una vez que la información se recopila de una colección de fuentes, se recomienda que se archiven digitalmente (para permitir una búsqueda rápida) y tener un conjunto físico de la misma información para que sea más accesible. Una forma innovadora de mostrar la compleja información histórica sobre peligros es con un mapa de identificación de peligros históricos, que destila la información sobre peligros en un formato gráfico fácil de usar.

### Muestreo

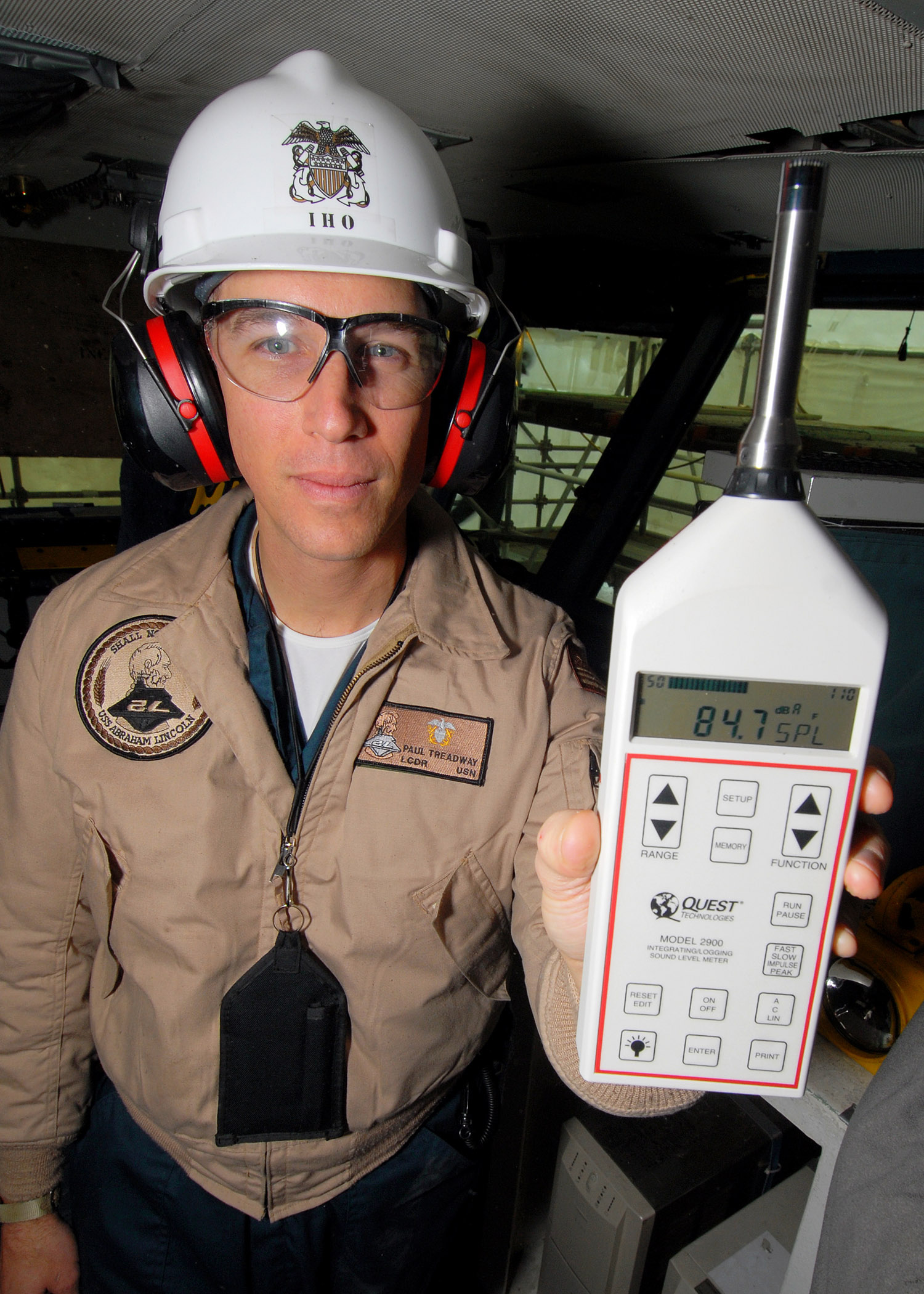
La medición de los niveles de ruido con un sonómetro es un componente de la evaluación de la higiene ocupacional.

Un higienista ocupacional puede utilizar uno o varios dispositivos de medición electrónicos disponibles comercialmente para medir el ruido, la vibración, las radiaciones ionizantes y no ionizantes, el polvo, los disolventes, los gases, etc. A menudo, cada dispositivo está diseñado específicamente para medir un tipo específico o particular de contaminante. Los dispositivos electrónicos deben calibrarse antes y después de su uso para garantizar la precisión de las medidas tomadas y, a menudo, requieren un sistema de certificación de la precisión del instrumento.
La recopilación de datos de exposición ocupacional requiere muchos recursos y tiempo, y se puede utilizar para diferentes propósitos, incluida la evaluación del cumplimiento de las regulaciones gubernamentales y la planificación de intervenciones preventivas. La usabilidad de los datos de exposición ocupacional está influenciada por estos factores:
- Almacenamiento de datos (por ejemplo, uso de bases de datos electrónicas y centralizadas con retención de todos los registros)
- Estandarización de la recopilación de datos
- Colaboración entre investigadores, profesionales de la seguridad y la salud y aseguradoras

En 2018, en un esfuerzo por estandarizar la recopilación de datos de higiene industrial entre las aseguradoras de compensación de trabajadores y para determinar la viabilidad de agrupar los datos recopilados de IH, se recopilaron formularios de encuestas de aire y ruido de IH. Se evaluó la importancia de los campos de datos y se desarrolló una lista de estudio de los campos básicos y se envió a un panel de expertos para su revisión antes de su finalización. La lista final del estudio principal se comparó con las recomendaciones publicadas por la Conferencia Estadounidense de Higienistas Industriales Gubernamentales (ACGIH) y la Asociación Estadounidense de Higiene Industrial (AIHA). Se identificaron y verificaron los campos de datos esenciales para estandarizar la recopilación de datos de HI. Los campos de datos "esenciales" están disponibles y podrían contribuir a mejorar la calidad de los datos y su gestión si se incorporan a los sistemas de gestión de datos de IH.
Canadá y varios países europeos han estado trabajando para establecer bases de datos de exposición ocupacional con elementos de datos estandarizados y una calidad de datos mejorada. Estas bases de datos incluyen MEGA, COLCHIC y CWED.

#### Muestreo de polvo
Se considera polvo molesto el polvo total en el aire, incluidas las fracciones inhalables y respirables.
Existen varios métodos de muestreo de polvo reconocidos internacionalmente. El polvo inhalable se determina utilizando el equivalente moderno del monitor MRE 113A del Instituto de Medicina Ocupacional (IOM) (consulte la sección sobre exposición, medición y modelado en el lugar de trabajo). El polvo inhalable se considera polvo de menos de 100 micrómetros de diámetro aerodinámico equivalente (DEA) que ingresa por la nariz o la boca.
El polvo respirable se muestrea utilizando un diseño de muestreador de polvo ciclónico para muestrear una fracción específica de polvo AED a un caudal establecido. La fracción de polvo respirable es el polvo que ingresa al "pulmón profundo" y se considera que tiene menos de 10 micrómetros AED.
Las fracciones de polvo molestas, inhalables y respirables se muestrean utilizando una bomba volumétrica constante durante un período de muestreo específico. Al conocer la masa de la muestra recolectada y el volumen de aire muestreado, se puede dar una concentración para la fracción muestreada en miligramos (mg) por metro cúbico (m3). A partir de dichas muestras, se puede determinar la cantidad de polvo inhalable o respirable y compararla con los límites de exposición ocupacional pertinentes.
Mediante el uso de un muestreador inhalable, respirable u otro adecuado (7 orificios, 5 orificios, etc.), estos métodos de muestreo de polvo también se pueden utilizar para determinar la exposición a metales en el aire. Esto requiere la recolección de la muestra en un filtro de éster de metilcelulosa (MCE) y la digestión ácida del medio de recolección en el laboratorio, seguida de la medición de la concentración de metal a través de una espectrofotometría de absorción (o emisión) atómica. Tanto el Laboratorio de Salud y Seguridad del Reino Unido como el Manual de Métodos Analíticos de NIOSH tienen metodologías específicas para una amplia gama de metales en el aire que se encuentran en el procesamiento industrial (fundición, fundiciones, etc.).
Existe otro método para la determinación de polvo de amianto, fibra de vidrio, fibra mineral sintética y fibra mineral cerámica en el aire. Este es el método de filtro de membrana (MFM) y requiere la recolección del polvo en un filtro de rejilla para estimar la exposición mediante el recuento de fibras 'conformes' en 100 campos a través de un microscopio. Los resultados se cuantifican sobre la base del número de fibras por mililitro de aire (f/ml). Muchos países regulan estrictamente la metodología aplicada al MFM.

#### Muestreo de productos químicos
Se utilizan dos tipos de tubos químicamente absorbentes para tomar muestras de una amplia gama de sustancias químicas. Tradicionalmente un 'tubo' absorbente de productos químicos (un tubo de vidrio o acero inoxidable de entre 2 y 10 mm de diámetro interno) relleno con sílice absorbente muy fino (hidrófilo) o carbón, como carbón de coco (lipófilo), se utiliza en una línea de muestreo donde se extrae aire a través del material absorbente durante un período de entre cuatro horas (muestra mínima del lugar de trabajo) y (muestra ambiental) en un período de 24 horas. El material hidrófilo absorbe fácilmente los productos químicos solubles en agua y el material lipófilo absorbe los materiales no solubles en agua. A continuación, el material absorbente se extrae química o físicamente y se realizan las mediciones utilizando varios métodos de cromatografía de gases o espectrometría de masas. Estos métodos de tubos absorbentes tienen la ventaja de ser utilizables para una amplia gama de contaminantes potenciales. Sin embargo, son métodos relativamente costosos, consumen mucho tiempo y requieren una gran experiencia en muestreo y análisis químico. 
Se han realizado avances en la tecnología de placas "pasivas", para medir una sustancia química (por ejemplo, formaldehído) o un tipo químico (por ejemplo, cetonas) o un amplio espectro de sustancias químicas (por ejemplo, disolventes). Son relativamente fáciles de configurar y usar. Sin embargo, todavía se puede incurrir en un costo considerable en el análisis de la "insignia". Pesan de 20 a 30  gramos y los trabajadores no se quejan de su presencia. Desafortunadamente, es posible que no existan "insignias" para todos los tipos de muestreo en el lugar de trabajo que puedan ser necesarios, y es posible que a veces sea necesario aplicar el método del carbón o la sílice.
A partir del método de muestreo, los resultados se expresan en miligramos por metro cúbico (mg/m3) o partes por millón (PPM) y se comparan con los límites de exposición ocupacional pertinentes.
Es una parte fundamental de la determinación de la exposición que el método de muestreo para la exposición específica al contaminante esté directamente relacionado con el estándar de exposición utilizado. Muchos países regulan tanto el estándar de exposición, el método utilizado para determinar la exposición y los métodos que se utilizarán para el análisis químico o de otro tipo de las muestras recogidas.

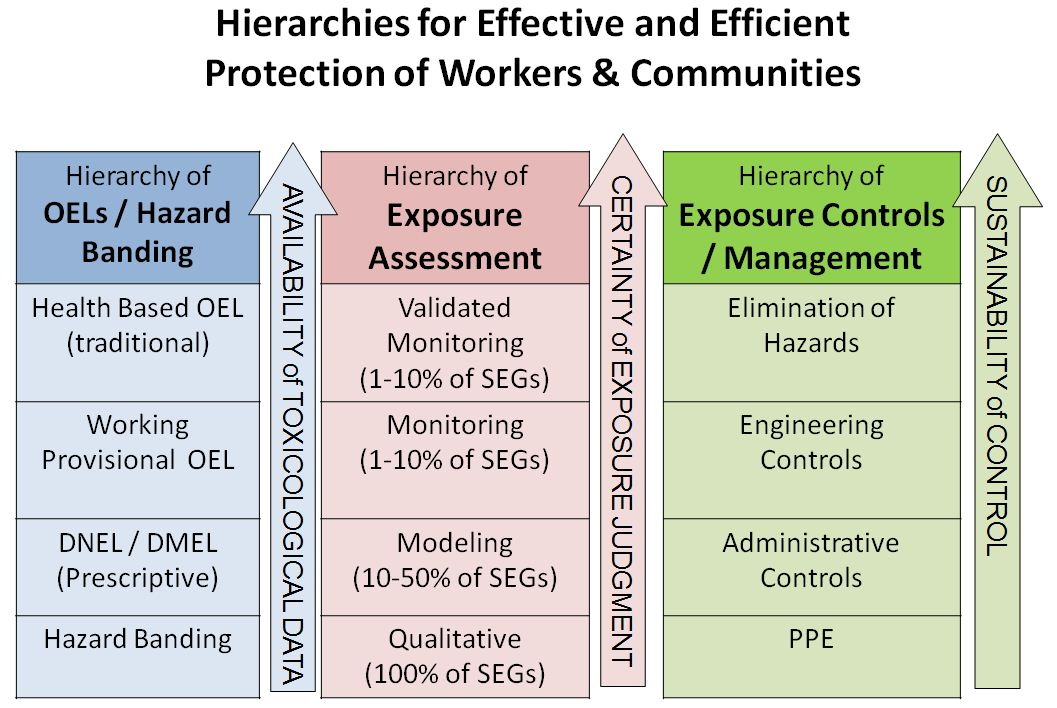
Representación simple de la jerarquía de gestión y evaluación del riesgo de exposición basada en la información disponible

### Gestión y controles de exposición
La jerarquía de control define el enfoque utilizado para reducir los riesgos de exposición que protegen a los trabajadores y las comunidades. Estos métodos incluyen eliminación, sustitución, controles de ingeniería (aislamiento o ventilación), controles administrativos y equipo de protección personal. Se debe consultar a higienistas ocupacionales, ingenieros, mantenimiento, administración y empleados para seleccionar y diseñar los controles más efectivos y eficientes basados en la jerarquía de control.

## Sociedades profesionales
El desarrollo de las sociedades de higiene industrial se originó en los Estados Unidos, comenzando con la primera convocatoria de miembros para la Conferencia Estadounidense de Higienistas Industriales Gubernamentales en 1938 y la formación de la Asociación Estadounidense de Higiene Industrial en 1939. En el Reino Unido, la Sociedad Británica de Higiene Ocupacional comenzó en 1953. A lo largo de los años, se han formado sociedades ocupacionales profesionales en muchos países diferentes, lo que llevó a la formación de la Asociación Internacional de Higiene Ocupacional en 1987, con el fin de promover y desarrollar la higiene ocupacional en todo el mundo a través de las organizaciones miembros. La IOHA ha crecido hasta contar con 29 organizaciones miembros, que representan a más de 20.000 higienistas ocupacionales en todo el mundo, con representación de países presentes en todos los continentes.

## Literatura revisada por pares
Existen varias revistas académicas centradas específicamente en la publicación de estudios e investigaciones en el campo de la salud ocupacional. El Journal of Occupational and Environmental Hygiene (JOEH) ha sido publicado conjuntamente desde 2004 por la Asociación Estadounidense de Higiene Industrial y la Conferencia Estadounidense de Higienistas Industriales Gubernamentales, en sustitución de la anterior Revista de la Asociación Estadounidense de Higiene Industrial y las revistas de Higiene Ambiental y Ocupacional Aplicada. Otra revista fundamental de higiene ocupacional sería The Annals of Occupational Hygiene, publicada por la British Occupational Hygiene Society desde 1958. Además, el Instituto Nacional de Seguridad y Salud Ocupacional mantiene una base de datos bibliográfica de búsqueda (NIOSHTIC-2) de publicaciones, documentos, informes de subvenciones y otros productos de comunicación sobre seguridad y salud ocupacional.

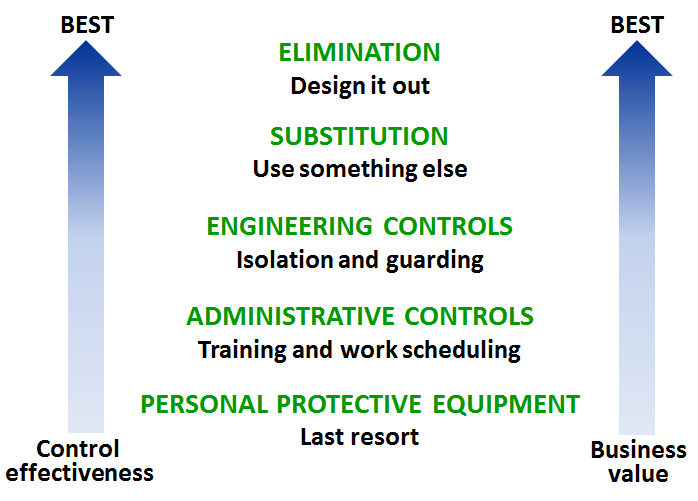
La jerarquía de controles es una herramienta importante para determinar cómo controlar los peligros de manera más eficiente y efectiva en un lugar de trabajo.

## Higiene ocupacional como carrera
Ejemplos de carreras de higiene ocupacional incluyen:
- Oficial de cumplimiento en nombre de la agencia reguladora
- Profesional que trabaja en nombre de la empresa para la protección de la fuerza laboral.
- Consultor que trabaja en representación de empresas
- Investigador que realiza trabajos de higiene ocupacional de laboratorio o de campo

### Educación
La base del conocimiento técnico de la higiene ocupacional proviene de una formación competente en las siguientes áreas de la ciencia y la gestión:
- Ciencias Básicas (Biología, Química, Matemáticas (Estadística), Física);
- Enfermedades profesionales (vigilancia de enfermedades, lesiones y salud (bioestadística, epidemiología, toxicología));
- Riesgos para la salud (riesgos biológicos, químicos y físicos, ergonomía y factores humanos);
- Ambientes de trabajo (Minería, Industrial, Manufactura, transporte y almacenamiento, industrias de servicios y oficinas);
- Principios de gestión de programas (ética profesional y empresarial, métodos de investigación de incidentes y lugares de trabajo, directrices de exposición, límites de exposición ocupacional, normativas jurisdiccionales, identificación de peligros, evaluación de riesgos y comunicación de riesgos, gestión de datos, evacuación de incendios y otras respuestas de emergencia);
- Prácticas de muestreo, medición y evaluación (instrumentación, protocolos, métodos o técnicas de muestreo, química analítica);
- Controles de Riesgos (eliminación, sustitución, ingeniería, administrativos, PPE y Aire Acondicionado y Ventilación de Extracción);
- Medio ambiente (contaminación del aire, residuos peligrosos).

Los programas académicos que ofrecen títulos de licenciatura o maestría en higiene industrial en los Estados Unidos pueden solicitar la acreditación de su programa ante la Junta de Acreditación de Ingeniería y Tecnología (ABET). 
En los EE. UU., la capacitación cuenta con el apoyo del Instituto Nacional de Seguridad y Salud Ocupacional a través de sus Centros de Educación e Investigación de NIOSH.

### Credenciales profesionales

#### Australia
En 2005, el Instituto Australiano de Higiene Ocupacional (AIOH) acreditó a los higienistas ocupacionales profesionales a través de un esquema de certificación. Los higienistas ocupacionales en Australia certificados a través de este esquema tienen derecho a usar la frase Higienista ocupacional certificado (COH) como parte de sus calificaciones.

#### Estados Unidos
Los profesionales que satisfagan los requisitos específicos de educación y experiencia laboral y aprueben un examen escrito administrado por la Junta Estadounidense de Higiene Industrial (ABIH) están autorizados a utilizar el término Higienista Industrial Certificado (CIH) o Higienista Industrial Asociado Certificado (CAIH). Ambos términos se han codificado en la ley en muchos estados de los Estados Unidos para identificar las calificaciones mínimas de las personas que supervisan ciertas actividades que pueden afectar la salud pública en general y de los empleados.
Después de la certificación inicial, el CIH o CAIH mantiene su certificación al cumplir con los requisitos continuos de comportamiento ético, educación y actividades profesionales (por ejemplo, práctica activa, comités técnicos, publicaciones, docencia).
La ABIH es una junta de certificación reconocida por la Asociación Internacional de Higiene Ocupacional (IOHA). La certificación CIH ha sido acreditada internacionalmente por la Organización Internacional de Normalización/Comisión Electrotécnica Internacional (ISO/IEC 17024). En los Estados Unidos, el CIH ha sido acreditado por el Council of Engineering and Scientific Specialty Boards [CESB].
La Asociación de Higienistas Industriales Profesionales, Inc. (APIH) se estableció en 1994 para ofrecer acreditación a los higienistas industriales que cumplen con los requisitos de educación y experiencia que se encuentran en el Código Anotado de Tennessee, Título 62, Capítulo 40. El Comité de Registro de APIH investiga y verifica, a través de medios electrónicos o correspondencia, los logros educativos y de experiencia. El Comité determina el nivel apropiado de registro, higienista industrial registrado o higienista industrial profesional registrado, y luego autoriza la emisión del certificado de registro.
España
En España, los profesionales dedicados a la higiene ocupacional deben cumplir con los requisitos establecidos por la Ley 31/1995 de Prevención de Riesgos Laborales y el Real Decreto 39/1997, que regula los Servicios de Prevención. Para ejercer como técnico en higiene industrial, es necesario contar con la formación específica en Prevención de Riesgos Laborales, obtenida a través de programas de máster o títulos universitarios habilitantes, o mediante la formación superior en PRL. Esta cualificación permite a los profesionales desempeñar las funciones de Técnico Superior en PRL, con especialización en Higiene Industrial.
Además, los higienistas industriales pueden optar por certificaciones y acreditaciones específicas otorgadas por asociaciones profesionales como la Asociación Española de Higiene Industrial (AEHI). Este tipo de organizaciones fomentan el desarrollo y la actualización constante de los profesionales mediante programas de formación continua y acreditación de competencias.

#### Canadá
En Canadá, un profesional que completa con éxito una prueba escrita y una entrevista administrada por la Junta de Registro Canadiense de Higienistas Ocupacionales puede ser reconocido como Higienista Ocupacional Registrado (ROH) o Técnico de Higiene Ocupacional Registrado (ROHT). También hay una designación para ser reconocido como un profesional de seguridad registrado en Canadá (CRSP).

#### Reino Unido
La Facultad de Higiene Ocupacional, parte de la Sociedad Británica de Higiene Ocupacional, representa los intereses de los higienistas ocupacionales profesionales.
La pertenencia a la Facultad de Higiene Ocupacional se limita a los miembros de BOHS que posean una calificación profesional reconocida en higiene ocupacional.
Hay tres grados de miembros de la facultad:
- Los titulares de licencias (LFOH) habrán obtenido el Certificado BOHS de Competencia Operativa en Higiene Ocupacional y tendrán al menos tres años de experiencia práctica en el campo.
- Los miembros (MFOH) son normalmente titulares del Diploma de Competencia Profesional en Higiene Ocupacional y tienen al menos cinco años de experiencia a nivel superior.
- Los becarios (FFOH) son miembros de alto nivel de la profesión que han hecho una contribución distintiva al avance de la higiene ocupacional.

Todos los miembros de la facultad participan en un esquema de Desarrollo Profesional Continuo (DPC) diseñado para mantener un alto nivel de conciencia y conocimiento actual en higiene ocupacional.

#### India
La Sociedad India de Higiene Industrial se formó en 1981 en Chennai, India. Posteriormente, su secretaría se trasladó a Kanpur. La sociedad tiene registrados alrededor de 400 miembros, de los cuales 90 son miembros vitalicios. La sociedad publica un boletín, "Enlace de higiene industrial".

## Otras lecturas
- Publicaciones de salud ocupacional de la Organización Mundial de la Salud
- [http://ihsservices.in
- Enciclopedia de salud y seguridad en el trabajo de la Organización Internacional del Trabajo ,ISBN 92-2-109203-8 [1]
- Reino Unido HSEline
- Educador en línea sobre calidad del aire interior de la EPA
- Información sobre peligros de Canadá
- Una lista de sitios de MSDS (parcialmente comercial)
- (EE. UU.) Guía de bolsillo de NIOSH
- Agencia de Estados Unidos para el Registro de Sustancias Tóxicas y Enfermedades
- (EE. UU.) Red de datos de toxicología de la Biblioteca Nacional de Medicina Archivado el 15 de enero de 2010 en Wayback Machine.
- Programa Nacional de Toxicología (EE. UU.)
- Agencia Internacional para la Investigación sobre el Cáncer
- RTECS (solo por suscripción)
- Chemfinder
- Inchem
- Muchas empresas más grandes mantienen su propia información sobre productos y sustancias químicas.
- También hay muchos servicios de suscripción disponibles (CHEMINFO, OSH, CHEMpendium, Chem Alert, Chemwatch, Infosafe, TOMES Plus de RightAnswer.com, OSH Update, OSH-ROM, etc.).